# Pablo Bartolucci
Juan Pablo Bartolucci – piłkarz argentyński, pomocnik.
W 1928 roku Bartolucii razem z reprezentacją Argentyny zwyciężył w turnieju Copa Lipton 1928.
Jako piłkarz klubu CA Huracán był w kadrze reprezentacji podczas turnieju Copa América 1929, gdzie Argentyna zdobyła mistrzostwo Ameryki Południowej. Bartolucci nie wystąpił w żadnym meczu.
Bartolucci występował także w barwach klubu CA Tigre.
W reprezentacji Argentyny w latach 1924–1929 Bartolucci rozegrał łącznie 5 meczów, w których nie zdobył żadnej bramki.